# ТЕС Читтагонг (United Anwara)
ТЕС Читтагонг (United Anwara) – теплова електростанція південному сході Бангладеш, створена компанією United Anwara (дочірня структура United Group). 
В 21 столітті на тлі стрімко зростаючого попиту у Бангладеш почався розвиток генеруючих потужностей на основі двигунів внутрішнього згоряння, які могли бути швидко змонтовані. Зокрема, в 2019-му поблизу Читтагонгу (на протилежному від нього березі річки Карнафулі) почала роботу електростанція компанії United Anwara. Вона має 17 генераторних установок Wärtsilä 18V46 потужністю по 17,1 МВт. Відпрацьовані ними гази потрапляють у 17 котлів-утилізаторів від Alfa Laval Aalborg, від яких живляться три невеликі парові турбіни від індійської компанії Triveni Turbine загальною потужністю 24 МВт. За договором із державною електроенергетичною корпорацією Bangladesh Power Development Board майданчик United Anwara має гарантувати поставку 300 МВт електроенергії. У 2018/2019 році фактична чиста паливна ефективність ТЕС становила 44,8%. 
Як паливо станція використовує нафтопродукти.
Видача продукції відбувається по ЛЕП, розрахованій на роботу під напругою 230 кВ.
Можливо відзначити, що в цей період на лівобережжі Карнафулі з'явились й інші подібні станції, створені компаніями Energypac, Acorn, Anlima Energy та Baraka.